# Міхал Кондрацький
Міхал Кондрацький (пол. Michał Kondracki; 5 жовтня 1902, Полтава — 27 лютого 1984, Нью-Йорк) — польський композитор, митець українсько-польського походження. Брав участь в Літніх Олімпійських іграх 1932 року.

## Життєпис
Народився 5 жовтня 1902 року в Полтаві. У 1923—1927 р. навчався у Варшавській консерваторії у Романа Статковського, Кароля Шимановського (композиція) і Генрика Мельцера (фортепіано). У 1927—1930 роках навчався в Парижі у Поля Дюка, Поля Відаля і Надії Буланже, був також секретарем Асоціації молодих польських музикантів в Парижі.
Після повернення до Варшави займався музичною критикою та журналістикою, громадською діяльністю. Був одним з організаторів і віце-президентом Польського товариства сучасної музики, віце-президент Асоціації музичних критиків, член Варшавського оперного товариства, член ради директорів: Товариства друзів мистецтва і танцю Кароля Шимановського. Він також збирає народну музику в Гуцульщині, Підгаллі і Живці.
Входив до спортивної збірної Польщі на Літніх Олімпійських іграх 1932 року. Змагався в конкурсі мистецтв (Art Competitions).
З початком війни в 1939 році переїхав на Середземне море. У 1940 році він приїхав до Бразилії і оселився в Ріо-де-Жанейро, де працював на радіостанції, написав «Два бразильських танці» (1943). У жовтні 1943 року він переїхав до Сполучених Штатів і оселилися в Нью-Йорку, а потім оселився в Сі-Кліфф. Працював на телебаченні «Голос Америки». У 1948—1949 і 1957—1969 був кореспондентом «Руху музики».
У 1960 році він переїхав в Глен-Коув, де він жив до самої смерті.